# Nati nel 1320
| Questa pagina contiene informazioni ricavate automaticamente dalle voci biografiche con l'ausilio del template Bio e di un bot. L'aggiornamento è periodico e automatico e ricostruisce completamente la pagina. Se manca una persona in questa lista, sei pregato di non aggiungerla, ma accertati piuttosto che la sua voce biografica contenga il template Bio e che i dati anagrafici siano correttamente compilati. Se il template Bio manca, inseriscilo tu stesso o, in alternativa, metti l'avviso {{tmp\|Bio}} che ne segnala la mancanza. Se i dati riportati sono sbagliati, correggi direttamente la voce biografica; le modifiche saranno visibili in questa lista entro pochi giorni. Per chiarimenti vedi il progetto biografie. La lista contiene solo le 38 persone che sono citate nell'enciclopedia e per le quali è stato implementato correttamente il template Bio. Pagina aggiornata al 2 ago 2025. |

- 9 febbraio - Caterina d'Asburgo, nobile austriaca († 1349)
- 14 marzo - Galeazzo II Visconti († 1378)
- 18 aprile - Pietro I del Portogallo, re portoghese († 1367)
- 25 maggio - Toghon Temür, imperatore mongolo († 1370)
- 13 ottobre - Perenelle Flamel, alchimista francese († 1397)
- Gabriele Adorno, doge († 1383)
- Artale I Alagona, nobile, politico e militare italiano († 1389)
- Costantino Armenopulo, giurista bizantino
- John Barbour, poeta scozzese († 1395)
- Bodzanta, arcivescovo cattolico polacco († 1388)
- Beatrice di Borbone, sovrana († 1383)
- Pietro Cambiani, presbitero italiano († 1365)
- Capac Yupanqui, sovrano inca († 1350)
- Peter Ceffons, filosofo e teologo francese († 1380)
- Chen Youliang, generale cinese († 1363)
- Demetrio Cidone, letterato, teologo e traduttore bizantino († 1398)
- Luchino Dal Verme, politico, diplomatico e condottiero italiano († 1367)
- Everard t'Serclaes, politico belga († 1388)
- Nicolas Eymerich, teologo e religioso spagnolo († 1399)
- Iohannes Fabri, vescovo cattolico, abate e ambasciatore francese († 1390)
- Giovanni d'Arborea, nobile († 1376)
- Ugolino Gonzaga, condottiero italiano († 1362)
- Bertrand du Guesclin, generale francese († 1380)
- Bertrand Lagier, cardinale e vescovo cattolico francese († 1392)
- Imelda Lambertini, religiosa italiana († 1333)
- Averardo di Chiarissimo de' Medici, politico italiano († 1363)
- Michele Panareto, storico bizantino († 1390)
- Checco Miletto de Rossi, poeta italiano († 1363)
- Ragibagh Khan, imperatore cinese († 1328)
- Rodolfo di Lorena, duca francese († 1346)
- Shams al-Dīn Abū ʿAbd Allāh Muḥammad ibn Muḥammad al-Khalīlī, astronomo siriano († 1380)
- Miklós Toldi, nobile ungherese († 1390)
- Tezozómoc, imperatore († 1426)
- Henri Yevele, architetto inglese († 1400)
- Luigi di Taranto, sovrano italiano († 1362)
- Jean de Caraman, cardinale francese († 1361)
- Guillaume de Chanac, cardinale e vescovo cattolico francese († 1383)
- Lanfranco de Saliverti, vescovo cattolico italiano († 1381)